# Маркл (Индијана)
Маркл (енгл. Markle) град је у америчкој савезној држави Индијана.

## Демографија
По попису из 2010. године број становника је 1.095, што је 7 (-0,6%) становника мање него 2000. године.
| Група             | 2000.         | 2010.         |
| Белци             | 1.090 (98,9%) | 1.069 (97,6%) |
| Афроамериканци    | 4 (0,4%)      | 9 (0,8%)      |
| Азијати           | 0 (0,0%)      | 2 (0,2%)      |
| Хиспаноамериканци | 7 (0,6%)      | 13 (1,2%)     |
| Укупно            | 1.102         | 1.095         |